# اسکار هویلوند
اسکار هویلوند (انگلیسی: Oscar Højlund؛ زادهٔ ۴ ژانویهٔ ۲۰۰۵) بازیکن فوتبال اهل دانمارک است.
از باشگاه‌هایی که در آن بازی کرده‌است می‌توان به باشگاه فوتبال کپنهاگن اشاره کرد.
وی همچنین در تیم‌های ملی فوتبال زیر ۱۷ و ۱۸ سال دانمارک بازی کرده‌است.

## زندگی شخصی
برادر بزرگ‌تر وی، راسموس هویلوند نیز بازیکن فوتبال است که سابقه بازی برای آتالانتا و منچستر یونایتد را دارد.
همچنین برادر دوقلوی وی، امیل هویلوند، نیز بازیکن فوتبال است که سابقه بازی برای باشگاه فوتبال کپنهاگن دانمارک را دارد.